# Vilma Šilalienė
 Vilma Šilalienė (* 7. November 1969 in Šiauliai) ist eine litauische Verwaltungsjuristin und Politikerin. Aktuell ist sie Stellvertreterin des Ministers für Soziales. 

## Leben
Nach dem Abitur 1976–1988 an der 3. Mittelschule Telšiai absolvierte  Vilma Šilalienė 1988–1993 das Bachelorstudium der Vorschulpädagogik und Psychologie an der Vilniaus pedagoginis universitetas und 2011–2013 das Masterstudium des Kinderrechte-Schutzes an der Mykolo Romerio universitetas. 2010–2011 leitete sie eine Unterabteilung des Kinderrechte-Schutzes und 2015–2017 war sie stellvertretende Direktorin der Verwaltung der Stadtgemeinde  Vilnius. Seit  2017 ist Vilma Šilalienė litauische Vizeministerin für Soziales, Stellvertreterin des Ministers Linas Kukuraitis im Kabinett Skvernelis.

## Familie
Vilma Šilalienė ist verheiratet.